# Cimetière militaire allemand de Chambry
La nécropole militaire de Chambry,  est un cimetière militaire de la Première Guerre mondiale, situé sur le territoire de la commune de Chambry, dans le département de Seine-et-Marne, à proximité de la nécropole nationale de Chambry.

## Historique
Le cimetière militaire allemand de Chambry a été créée pour les soldats allemands morts pendant la Bataille de la Marne. Entre les deux guerres, de 1924 à 1936, on y a regroupé les dépouilles de soldats provenant d'autres cimetières de Seine-et-Marne. Parmi ces dépouilles, des soldats de la brigade marocaine, jusque là inhumés à Neufmontiers. 

## Caractéristiques
1 030 soldats allemands, dont 998 dans un ossuaire reposent dans ce cimetière. 985 d’entre eux n'ont pas pu être identifiés. Chaque croix en pierre matérialise la tombe de deux à quatre soldats. 